# Superhjältejul
Superhjältejul var SVT:s julkalender 2009 och är en fortsättning på barnprogrammet Supersnällasilversara och Stålhenrik. För regin står Carl Englén och manuset är skrivet av Jan Vierth, Anders Sparring och Pascale Vallin.
2022 visade SVT serien i repris och hade samtidigt premiär för versioner av serien dubbade till fyra av Sveriges minoritetsspråk; finska, meänkieli, samiska (nordsamiska) och romani, förutom låtarna som förblev på svenska.

## Handling
Supersnällasilversara och Stålhenrik har blivit pensionärer och sitter barnvakt åt sina barnbarn Vega och Nova. De berättar för barnen om sitt livs största äventyr. Varje avsnitt innehåller också ett musiknummer.

## Rollista
- Sara Edwardsson – Supersnällasilversara, Supersurasunksara, Stuntstina
- Henrik Ståhl – Stålhenrik
- Kajsa Halldén – Vega
- Matilda Thofte – Nova
- Eva Rydberg – Gjerta
- Esben Pretzmann – Flemming Flink
- Shebly Niavarani – Ture Tvestjärt
- Malin Cederbladh – Anna Flabet
- Per Burell – Klante Volante
- Inga Onn – Tina Tinnitus
- Frida Röhl – Nina Tinnitus
- Anna Blomberg – Tuss Tinnitus
- Bernard Cauchard – Frigolit Fragile
- Katrin Sundberg – Uni Sax
- Björn Gedda – Järn-Jerry
- Iwa Boman – Olga Hott (egentligen Helga Het)
- Pierre Lindstedt – Hustomten
- Cyndee Peters – ordföranden på barnverket före Gjerta
- Nikita Zandqvist - Lotta (barn)
- Sten Eriksson - Superhjältepensionär

## Produktion

### Inspelning
När rollfiguren Gjerta skulle rollsättas ville regissör Carl Englén ha Eva Rydberg. Inledningsvis tackade Rydberg dock nej eftersom inspelningen krockade med föreställningar på Nöjesteaterns fars "Boeing Boeing" i Malmö och repetitionerna inför sommarens föreställning på Fredriksdalsteatern. Därför anpassades inspelningen efter Rydbergs schema.
Julkalendern spelades in runt om Stockholm, mestadels Solna. Planeten Julstjärnan spelades in i studio i Stockholm. Andra delar av julkalendern spelades in vid studentlägenheterna vid Kungshamravägen i Solna. Superskurken Gjertas "Barnverket" ligger på Gunnar Asplunds allé 6 i Solna. Skolan som barnen på "jorden" går på är Svedenskolan i Bergshamra.[källa behövs]
Biblioteket där skurken Anna Flabet (Malin Cederbladh) härjar, spelades in på tre olika ställen, interiören på Kungliga Tekniska högskolans bibliotek, exteriören vid entrén till Tekniska museet och exteriör taket på Kaknästornet. Julstjärnans underjord spelades in i nerlagd militärbunker vid Arlanda.[källa behövs]

### Musik
Seriens musik skrevs av Robert Gehring och Peter Ågren och utgavs 2010 på CD hos förlaget Spiderbox.

### Papperskalender
Årets papperskalender ritades av Niklas Asker och föreställer olika motiv från en småstad.

## Video
Serien utgavs 2010 på DVD av Pan Vision.

## Eftermäle
Året efter julkalendern 2009, släpptes två böcker 2010 som handlade om Megavega och Supernova, som en fortsättning på julkalendern. Boken Megavega & Supernova och mjölkmannen och Megavega & Supernova och kampen om tiden. Böckerna är skrivna av Pascale Vallin, Jan Vierth och Anders Sparring som även skrev julkalendern.[källa behövs]
Under sommaren 2010 gick Stål-Henrik och Supersnälla Silver-Sara ut på Superhjältekonserten, på turné i Sverige i samarbete med Riksteatern och Folkets Hus och Parker. Konserten innehöll låtar från serien och julkalendern, tillsammans med en ny historia skriven om de gamla låtarna, med bland annat en ny skurk, Boel Floodhaste. Katrin Sundberg som spelade Uni Sax i julkalendern var med i produktionen och gjorde koreografin till konserten.[källa behövs]

### Fotnoter
1. ↑  Sweden, Sveriges Television AB, Stockholm,. ”Superhjältejul”. https://www.svtplay.se/superhjaltejul. Läst 1 november 2022.
2. ↑  ”Jultradition”. Arkiverad från originalet den 25 april 2012. https://web.archive.org/web/20120425112719/http://www.jultradition.se/tv.htm. Läst 2 april 2011.
3. ↑  ”Eva Rydberg elak superskurk i julkalendern”. HD. 22 november 2009. https://www.hd.se/2009-11-22/eva-rydberg-elak-superskurk-i-julkalendern. Läst 2 december 2024.
4. ↑  ”Musiken Från Superhjältejul Med SupersnällaSilversara Och StålHenrik” (på engelska). Discogs. https://www.discogs.com/release/13942548. Läst 30 december 2023.
5. ↑  ”Svensk mediedatabas”. https://smdb.kb.se/catalog/id/002693419. Läst 5 april 2011.